# 慕尼黑现象学派
慕尼黑现象学（Munich phenomenology，也称慕尼黑现象学派、慕尼黑现象学小组），是二十世纪之交在慕尼黑从事研究和工作的一群哲学家和心理学家的哲学倾向。他们的观点被归为“实在论（实在主义）现象学”或“本质现象学”。慕尼黑现象学通常被看成是早期现象学的一个分支。

## 历史源流
1895年，慕尼黑大学的心理学家西奥多·利普斯同一些学生创立了“心理学协会”。这个学生协会的一些参与者——尤其是约翰内斯·道伯特（Johannes Daubert）、莫里茨·盖格、亚历山大·普凡德尔和阿道夫·莱纳赫——都受到了埃德蒙德·胡塞爾《逻辑研究》（1900/01）的启发。胡塞尔的著作批评了他们的老师利普斯的心理主义，并展示出了一种新的哲学研究方式，即现象学。这些人选择与胡塞尔结盟，成为了现象学研究者在慕尼黑的学术团体。 1905年左右，利普斯的许多学生（以道伯特为首）暂时中断了在慕尼黑的学业，前往哥廷根大学直接跟随胡塞尔学习。这一“慕尼黑对哥廷根的入侵”通常被看成是现象学运动的开始。由于慕尼黑学生的到来，最后导致哥廷根在1910年左右也成立了一个类似的学生团体，被称为哥廷根学圈（或哥廷根学派）。
1912年，《哲学与现象学年鉴》出版物成立，胡塞尔、盖格、莱纳赫、普凡德尔和马克斯·舍勒任编辑。在《年鉴》第一版中，胡塞尔出版了《观念I》（《纯粹现象学通论》），之后一些追随者对胡塞尔新的现象学新观点持批评态度。原慕尼黑小组的成员同胡塞尔的观念论和先验现象学保持一定距离，更重视他早期的第一版《逻辑研究》里的实在论现象学。

## 慕尼黑现象学派成员
- 西奥多·康拉德（Theodor Conrad）
- 约翰内斯·道伯特（Johannes Daubert）
- 莫里茨·盖格
- 亚历山大·普凡德尔
- 阿道夫·莱纳赫
- 马克斯·舍勒

## 慕尼黑小组和心理学协会的其他成员
- Ernst von Aster
- Matthias Baumgartner
- Hedwig Conrad-Martius
- Ludwig Curtis
- Wolf Dohrn
- August Endell
- Aloys Fischer
- August Gallinger
- 迪特里希·馮·希爾德布蘭
- Rudolf Hirsch
- Edgar Istel
- 特奥多尔·莱辛
- Hans von Liebig
- Otto Selz
- Wilhelm Schapp
- Eduard Schmidt
- Alfred Schwenninger
- Else Voigtländer